# 苗訢
苗訢（？—23年），新朝大臣、将领，官至大司马。

## 生平
公元10年，王莽恃国库丰富，把匈奴单于改称“降奴服于”，下诏派立国将军孙建率领十二将分道讨伐匈奴：五威将军苗訢、虎贲将军王况出五原；厌难将军陈钦、震狄将军王巡出云中；振武将军王嘉、平狄将军王萌出代郡；相威将军李棽、镇远将军李翁出西河；诛貉将军杨俊、讨将军严尤出渔阳；奋武将军王骏、定胡将军王晏出张掖。14年三月三十，出现日食。大赦天下。王莽颁策将大司马逯並免职，仅以同风侯参加朝会；任命利苗男苗䜣担任大司马。15年，大司马苗訢左迁司命，以延德侯陈茂为大司马。23年，昆阳之战后，王邑被任命为大司马。大长秋张邯为大司徒，崔发为大司空，司中寿容苗訢为国师，同说侯林为卫将军。绿林军攻陷常安，王揖、赵博、苗訢、唐尊、王盛、中常侍王参等都和王莽一起死在渐台上。